# Decadencia y caída
Decadencia y caída es una novela del autor inglés Evelyn Waugh de 1928. Fue la primera novela publicada de Waugh, un intento anterior, titulado The Temple at Thatch, fue destruido por Waugh cuando aún estaba en forma de manuscrito. Decadencia y caída se basa, en parte, en la época escolar de Waugh en Lancing College, sus años de pregrado en Hertford College, Oxford, y su experiencia como profesor en Arnold House en el norte de Gales. Es una sátira social que emplea el humor negro característico del autor para ridiculizar varios aspectos de la sociedad británica en la década de 1920.
El título de la novela es una contracción de La historia de la decadencia y caída del Imperio Romano de Edward Gibbon. El título alude también a La decadencia de Occidente (1918-1922) del filósofo alemán Oswald Spengler, que apareció por primera vez en una traducción al inglés en 1926 y que argumentaba, entre otras cosas, que el surgimiento de naciones y culturas es inevitablemente seguido por su eclipse.
Waugh leyó tanto a Gibbon como a Spengler mientras escribía su primera novela. La sátira de Waugh es inequívocamente hostil a mucho de lo que estaba de moda a fines de la década de 1920, y "temas de confusión cultural, desorientación moral y caos social ... ambos impulsan la novela y alimentan su humor". Esta "resaca de seriedad moral proporciona una tensión crucial dentro [de las novelas de Waugh], pero no las domina". El propio Waugh declaró en su 'Nota del autor' de la primera edición: 'Por favor, tenga en cuenta que SE PRETENDE SER DIVERTIDO'.
En el texto de la edición uniforme de 1962 de la novela, Waugh restauró una serie de palabras y frases que se le había pedido que suprimiera para la primera edición.
La novela fue dedicada a Harold Acton, "en homenaje y cariño".

## Argumento
El modesto estudiante de teología Paul Pennyfeather es víctima de las payasadas de borracho del Club Bollinger y, posteriormente, es expulsado de Oxford por correr sin pantalones por los terrenos del Scone College. Habiendo incumplido así las condiciones de su herencia, se ve obligado a aceptar un trabajo como profesor en una oscura escuela privada en Gales llamada Llanabba, dirigida por el Dr. Fagan. Paul pronto descubre que los otros maestros son unos fracasados.
Atraído por la madre de uno de sus alumnos, una viuda rica llamada la Honorable Margot Beste-Chetwynde, está encantado de que ella lo contrate como tutor de su hijo durante las vacaciones. Al vivir en su mansión de campo, descubre que tiene amantes y consume drogas, pero no se percata de que su negocio es administrar una cadena de burdeles de clase alta en América Latina. Sin embargo, ella quiere casarse con él. Primero tiene que volar a Marsella, donde un envío de sus hijas con destino a Brasil ha sido retenido por la policía, que reclama sobornos. Las actividades de Paul en el lugar se ven ensombrecidas por su amigo de la universidad, Potts, que ahora trabaja para la Liga de las Naciones investigando el tráfico de personas.
De vuelta en Londres, es arrestado la mañana de la boda y, asumiendo la culpa para proteger el honor de su prometida, es sentenciado a siete años de prisión por tráfico de blancas. En la cárcel conoce a varios ex empleados de Llanabba, que ha sido cerrado. Incapaz de esperar siete años, Margot se casa con un ministro del gobierno, quien hace arreglos para que Paul sea trasladado de la prisión a una clínica privada para una operación urgente. La clínica está dirigida por el Dr. Fagan, quien certifica que Paul murió durante la anestesia y lo pone en un barco a Grecia.
Decidido a reanudar sus interrumpidos estudios teológicos, Paul se deja crecer un gran bigote y aplica con su propio nombre a Scone, diciendo que es un primo lejano del criminal muerto. La novela termina como empezó, con Paul sentado en su habitación escuchando los gritos lejanos del Club Bollinger.

## Recepción
The Guardian, en 1928, elogió el libro como "una gran broma, su autor tiene un agradable sentido de la comedia y la caracterización, y el don de escribir conversaciones inteligentes y contundentes, mientras que sus dibujos están bastante en sintonía con el espíritu del cuento". . El periódico también comparó la presentación superficial de la novela con la empleada por P. G.. Wodehouse . Arnold Bennett la aclamó como "una sátira intransigente y brillantemente maliciosa"  y el escritor John Mortimer la llamó la "novela más perfecta... una trama despiadadamente cómica".
En su biografía de Waugh, el periodista Christopher Sykes recordó: "Estaba en un hogar de ancianos cuando se publicó Decadencia y caída, Tom Driberg me visitó y me trajo una copia. Comenzó a leer algunos de sus pasajes favoritos y fue literalmente incapaz de leerlos hasta el final porque él y yo estábamos abrumados por la risa".
En un episodio de 2009 de Desert Island Discs, el actor y comediante británico David Mitchell nombró Decline and Fall como el libro que llevaría a una isla desierta, calificándolo como "uno de los libros más divertidos que he leído" y "exactamente el tipo de novela que me gustaría haber escrito".

## En otros medios
La novela fue dramatizada en una película de 1969 Decline and Fall... of a Birdwatcher, una producción de BBC Radio 4 de 2008 protagonizada por Robin Phillips, Jeremy Front, Alistair McGowan como Pennyfeather, Jim Broadbent como Grimes, Andrew Sachs como Prendergast, Edward Hardwicke como Dr. Fagan, Jonathan Kidd como Philbrick, Joanna David como Margot Beste-Chetwynde, Emma Fielding como Flossie y Richard Pearce como Peter.
En 2017, la BBC produjo una dramatización televisiva en tres partes protagonizada por Jack Whitehall como Paul Pennyfeather, David Suchet como el Dr. Fagan, Eva Longoria como Margot Beste-Chetwynde, Douglas Hodge como el Capitán Grimes y Vincent Franklin como el Sr. Prendergast. La producción fue la primera adaptación televisiva del libro y recibió críticas muy positivas. Alastair Mckay del Evening Standard lo llamó "delicadamente construido y con un tono perfecto". Ellen E. Jones comentó sobre las "muchas actuaciones agradables" del programa, especialmente la de Hodge como el Capitán Grimes "pervertido empapado de alcohol", y agregó: "Dadle una continuación de inmediato".